# مورجن (لنده)
مورجن یک روستا در ایران است که در بخش موگرمون شهرستان لنده در استان کهگیلویه و بویراحمد واقع شده‌است.

## جمعیت
این روستا در دهستان وحدت قرار دارد و براساس سرشماری مرکز آمار ایران در سال ۱۳۸۵، جمعیت آن ۸۸ نفر (۱۶ خانوار) بوده‌است.